# Szałdanowo
Szałdanowo (ros. Шалданово) – wieś w Rosji, w rejonie grazowieckim obwodu wołogodzkiego. W 2002 liczyła 4 mieszkańców, z kolei w 2010 populacja miejscowości wynosiła 2 osoby.